# Iglesia de la Asunción (Cantavieja)
La Iglesia de la Asunción es una iglesia de Cantavieja.

## Historia
A principios del siglo XVII se derribó la antigua iglesia gótica para construir el actual templo entre 1730 y 1745, según un proyecto de Antonio Nadal.
En la Guerra Civil fueron quemados sus retablos.

## Descripción
Es de estilo barroca, planta basilical, tres naves a la misma altura con capillas laterales.